# Hohenzollern (Schiff, 1914)
Die Hohenzollern war ein als Staatsyacht des Deutschen Reiches gebautes Schiff. Es sollte seinen gleichnamigen Vorgänger ersetzen, wurde jedoch nach Ausbruch des Ersten Weltkrieges nicht mehr fertiggestellt.

## Bau
Durch das fortschreitende Alter der 1892 vom Stapel gelaufenen kaiserlichen Yacht wurde Anfang der 1910er Jahre ein Ersatzbau notwendig. Entsprechend wurden in den Jahren 1912 und 1913 die Pläne für eine neue Yacht erstellt. Den Bauauftrag erhielt die Stettiner Werft AG Vulcan, die noch 1913 den Kiel für das Schiff streckte. Der für den 3. August 1914 geplante Stapellauf verzögerte sich durch Streiks auf der Werft und konnte erst am 29. September erfolgen. Zu diesem Zeitpunkt waren rund 4000 t an Material verbaut, die Kessel und Turbinen sowie die Inneneinrichtung fehlten noch. Auf die sonst üblichen Feierlichkeiten beim Stapellauf wurde aufgrund des ausgebrochenen Krieges verzichtet, wodurch auch die eigentliche Schiffstaufe nicht stattfand. Das Schiff stand acht Monate vor der Fertigstellung. Ein Weiterbau der Hohenzollern wurde jedoch nicht betrieben, die Yacht stattdessen in einen Nebenarm der Oder geschleppt, um den Liegeplatz in Stettin für aktive Schiffe freizuhalten.

## Technik
Die Hohenzollern wurde als Quer- und Längsspant-Stahlbau ausgeführt. Bei einer Konstruktionsverdrängung von 7324 t hätte die maximale Verdrängung des einsatzbereiten Schiffs 8094 t betragen. Der Rumpf war 137,4 m lang und 19 m breit. Bei maximaler Verdrängung hätte die Yacht über einen Tiefgang von 6,1 m vorn und 6,4 m achtern verfügt.
Die elektrischen Anlagen des Schiffs sollten mit einer Spannung von 225 V betrieben werden. Für die Stromversorgung waren zwei turbinengetriebene Generatoren mit jeweils 100 kW sowie zwei dieselgetriebene Generatoren mit jeweils 60 kW Leistung vorgesehen, womit eine Gesamtleistung von 320 kW zur Verfügung gestanden hätte.
Die Besatzung der Hohenzollern sollte aus 15 Offizieren und 435 Mannschaften bestehen.

### Antriebsanlage
Als Maschinenanlage waren ursprünglich zwei durch die AEG und die AG Vulcan hergestellte Turbinen vorgesehen, die durch zwei Föttinger-Drehmomentwandler auf vier Schrauben mit je 2,2 m Durchmesser wirken sollten. Auf Vorschlag der Werft wurden die Pläne jedoch geändert. Letztlich sollten drei AEG-Vulcan-Turbinen direkt auf jeweils eine Schraube mit 2,2 m Durchmesser wirken. Für jede Turbine war ein eigener Maschinenraum vorgesehen, wobei die beiden äußeren nebeneinander und vor der mittleren Turbine untergebracht waren. Die Leistung der Maschinenanlage war mit 16.700 PS berechnet worden. Die Hohenzollern sollte damit in der Lage sein, eine Höchstgeschwindigkeit von 21 kn zu erreichen. Für den Fall, dass das Schiff unter dem vertraglich festgelegten Wert bleiben sollte, wurde die AG Vulcan verpflichtet, die Yacht innerhalb von 16 Monaten auf eigene Kosten auf die ursprüngliche Planung umzubauen.
Die Dampfversorgung sollten acht kohlegefeuerte Marinekessel sowie zwei ölgefeuerte Marine-Doppelkessel gewährleisten, die für einen Dampfdruck von 16 atü ausgelegt waren. Die kohlegefeuerten Kessel hätten über eine Gesamtheizfläche von 2700 m² und 16 Feuerungen verfügt, die Heizfläche der ölgefeuerten Kessel hätte 1766 m² betragen. Die zehn Kessel sollten auf fünf hintereinanderliegende Kesselräume aufgeteilt werden. Der Brennstoffvorrat von 1000 t Kohle und 520 t Öl war so berechnet, dass die Hohenzollern eine Reichweite von 2000 sm bei einer Marschfahrt von 19 kn besaß.

### Bewaffnung
Wie auch die vorangegangenen Staatsyachten wurde auch für die dritte Hohenzollern eine Bewaffnung vorgesehen. Diese sollte aus vier 10,5-cm-L/45-Schnelladekanonen sowie vier 5,2-cm-L/55-Flugabwehrkanonen bestehen. Für beide Geschützarten war ein Munitionsvorrat von jeweils 600 Schuss vorgesehen. Zwei der Flak sollten jedoch nur im Mobilmachungsfall an Bord montiert werden.

## Verbleib
Eine Fertigstellung der Hohenzollern erfolgte auch nach Ende des Ersten Weltkrieges nicht. Das unfertige Schiff wurde stattdessen am 17. November 1919 aus der Liste der Kriegsschiffe gestrichen und 1920 nach Kiel verlegt. Ursprünglich vorhandene Pläne zu einer Verwendung als Ausstellungsschiff wurden fallen gelassen. 1923 erfolgte der Verkauf des Rumpfes und seine Abwrackung durch die Deutschen Werke in Kiel.